# Hugueninia freycinetiae
Hugueninia freycinetiae är en svampart som beskrevs av J.L. Bezerra & T.T. Barros 1970. Hugueninia freycinetiae ingår i släktet Hugueninia och familjen Microthyriaceae.   Inga underarter finns listade i Catalogue of Life.